# Omanbugten
Omanbugten er en bugt i den nordvestlige del af Det Arabiske Hav. Bugten er 560 km lang og giver forbindelse gennem Hormuzstrædet til Den Persiske Bugt. Oman ligger på sydsiden af Omanbugten, Forenede Arabiske Emirater er mod vest, og Iran ligger på nordsiden.
25°N 58°Ø / 25°N 58°Ø